# Shunkichi Hamada
Shunkichi Hamada (浜田 駿吉?, Hamada Shunkichi; Minamiawaji, 19 ottobre 1910 – Shibuya, 7 dicembre 2009) è stato un hockeista su prato giapponese.

## Palmarès

### Olimpiadi
- 1 medaglia:
  - 1 argento (Los Angeles 1932)